# Соціальна інерція
В психології та соціології — соціальна (суспільна) інерція — це явище опору чи протидії змінам та збереження усталених зв’язків та норм у общинах та соціальних групах.

## Загальні положення
Зародження ідеї соціальної інерції починається з досліджень французького соціолога П'єра Бурдьє. Він стверджував, що кожна особа займає певне місце в суспільному просторі, яке складається з її соціальний класу та суспільних взаємовідносин і мереж. Відповідно до індивідуальної залученості  в суспільний простір, вона розвиває множину стереотипів, стилів та звичок, які зазвичай спрямовані на збереження поточного стану справ. Також люди зацікавлені “приймати суспільний світ як він є, щоб бути нагородженим, ніж повставати проти або протиставляти йому інші, навіть антагоністичні можливості“. Це, на його думку, пояснює збереження суспільного ладу протягом тривалого часу.
Соціологи досліджували, як економічна та культурна спадщина проходить через покоління, що призводить до потужної суспільної інерції навіть в часи суспільного прогресу. Зокрема, Бурдьє у своїх дослідженнях в Алжирі описав, що навіть протягом часу стрімких економічних змін, культурні та символічні фактори зменшують гнучкість суспільства до швидкого сприйняття змін.
Більше того, соціальна інерція була використана для пояснення, як домінуючі суспільні класи зберігають свій статус і привілеї з часом. В наш час це є гарячою темою для обговорення в США, оскільки президент Барак Обама підтвердив американську прихильність до створення рівних можливостей в своїй другій інаугураційній промові; але нобелівський лауреат Джозеф Стігліц  висловив думку що це лише міф, що сучасне суспільство пропонує рівні можливості і високу соціальну мобільність через механізми такі як формальна освіта.

## Приклади

### Творча праця
У 2013 році в “Journal of Sociology” вийшла стаття, в якій соціолог Скотт Брук застосував теорію про соціальну інерцію в сфері творчої праці. Зокрема, Брук визначив, чому так багато студентів продовжують отримувати освітні ступені в «творчих» сферах, навіть коли вони розуміють, що ринок праці переповнений фахівцями цього профілю і багато студентів не зможуть знайти роботу після завершення навчання. 
Навіть якщо вони мають можливість працевлаштуватися і отримують меншу зарплатню ніж їхні однолітки, що працюють в «некреативних» сферах.
Скотт використав теорію Бурдьє про соціальну інерцію в припущенні, що студенти, яких привабила некомерційне природа творчої сфер, родом із сімей із низьким соціально-економічним становищем та ті, чиї батьки не змогли розвинути власну кар’єру. Студенти всього лише продовжували йти слідами своїх батьків, обираючи для навчання спеціалізації, що меншою мірою призводять до успішної та високооплачуваної кар’єри, продовжуючи соціальну інерцію в заробітку через покоління.

### Співробітництво
Соціальна інерція була використана як шлях для вивчення співпраці та взаємодії між людьми. Зокрема, соціальна інерція була характеристикою того, наскільки люди здатні продовжувати співпрацювати з попередніми партнерами або членами спільної команди. Аналіз величезних та комплексних мереж, таких як IMDb показує два найпопулярніших типи комунікації, які проявляються більше ніж інші — деякі люди комунікують з одними і тими ж парнерами знову і знову, в той час як інші змінюють партнерів регулярно.

### Оцінки та судження
Проведені психологічні дослідження щодо оцінок та суджень свідчать, що респонденти неохоче знижують власну впевненість у зробленій оцінці, навіть після того, як отримують інформацію, що йде в розріз з початковою. Дослідники висловили гіпотезу, що це є певний інерційний ефект, побудований на психологічній реакції до результатів власних початкових суджень.